# Pavlikeni Point
Der Pavlikeni Point (englisch; bulgarisch нос Павликени nos Pawlikeni) ist eine 600 lange und im antarktischen Sommer eisfreie Landspitze an der Nordküste von Greenwich Island im Archipel der Südlichen Shetlandinseln. Sie liegt 3,4 km östlich des Duff Point und 1,2 km nördlich des Chrabr-Nunataks.
Die bulgarische Kommission für Antarktische Geographische Namen benannte ihn 2005 nach der Stadt Pawlikeni im Norden Bulgariens.